# فيلا سيكا
فيلا سيكا هي بلدية تقع في مقاطعة طركونة بكتالونيا،إسبانيا.